# Ріжок (музичний інструмент)
Ріжок (рос. рожок) — лінгвальний духовий музичний інструмент, що традиційно використовувався пастухами на території Східної Європи. Його звук створюється вібрацією язичка, подібно до кларнета або шалмея. Інструмент належить до народної органології як простий, переносний та придатний до самостійного виготовлення з підручних природних матеріалів — кори, очерету, берести тощо.

## Історія та поширення
У своїй праці «Музичні інструменти українського народу» Гнат Хоткевич називає ріжок одним з найдавніших і найпростіших інструментів лінгвального типу. За його спостереженнями, ріжок був надзвичайно поширеним у центральній Росії (зокрема на території колишньої Нижньогородської губернії — сьогодні це Нижньогородська область РФ), але практично не зустрічався в Україні. У Дашковському музеї в Москві на середину XIX ст. зберігалося вісім пастуших ріжків із різних регіонів Росії, і жодного з України.
У селі Ульянівка (нині в складі Нижньогородської області) пастухи використовували ріжки поряд із іншими народними інструментами — дудками з клена або очерету, гармоніями, балалайками та скрипками. Особливою формою ріжка вважалася жалійка — духовий інструмент із п’ятьма отворами, зроблений із камишу й берести, що давав подвійний звук.

Ріжки часто зображалися на лубочних картинах, згадуються в піснях і віршах XVIII століття, зокрема:
Возыграйте, пастушки,

Со веселием в рошки!

### У Польщі
Аналогічні інструменти побутували і в Польщі, де їх також використовували пастухи. Польські етнографи, зокрема Оскар Кольберг, описують «пищалки» (piszczałki), які пастухи виготовляли навесні з вербової кори. І хоча це могло бути схоже на сопілку, манера гри й функція цих інструментів більше нагадували ріжок. Пастухи грали на них прості селянські мелодії — інколи жалібні й тужливі, інколи дикі й короткі. Грали на ріжках також сигнальну музику — різні мотиви для різного скоту: корів, овець, гусей (так звані «коров’ярки», «вівчарки», «гусярки» тощо).

## Використання
Ріжок мав не лише музичне, а й практичне значення — служив для комунікації між пастухом і стадом. Інструмент дозволяв подавати звукові сигнали, за якими тварини впізнавали команди: йти, повертати, зібратися в одне місце тощо.

## Цікаві факти
За свідченням біографів, російський цар Петро I полюбляв слухати гру на польському ріжку й навіть сам на ньому грав, особливо під час відпочинку від праці.